# Racisme au Royaume-Uni

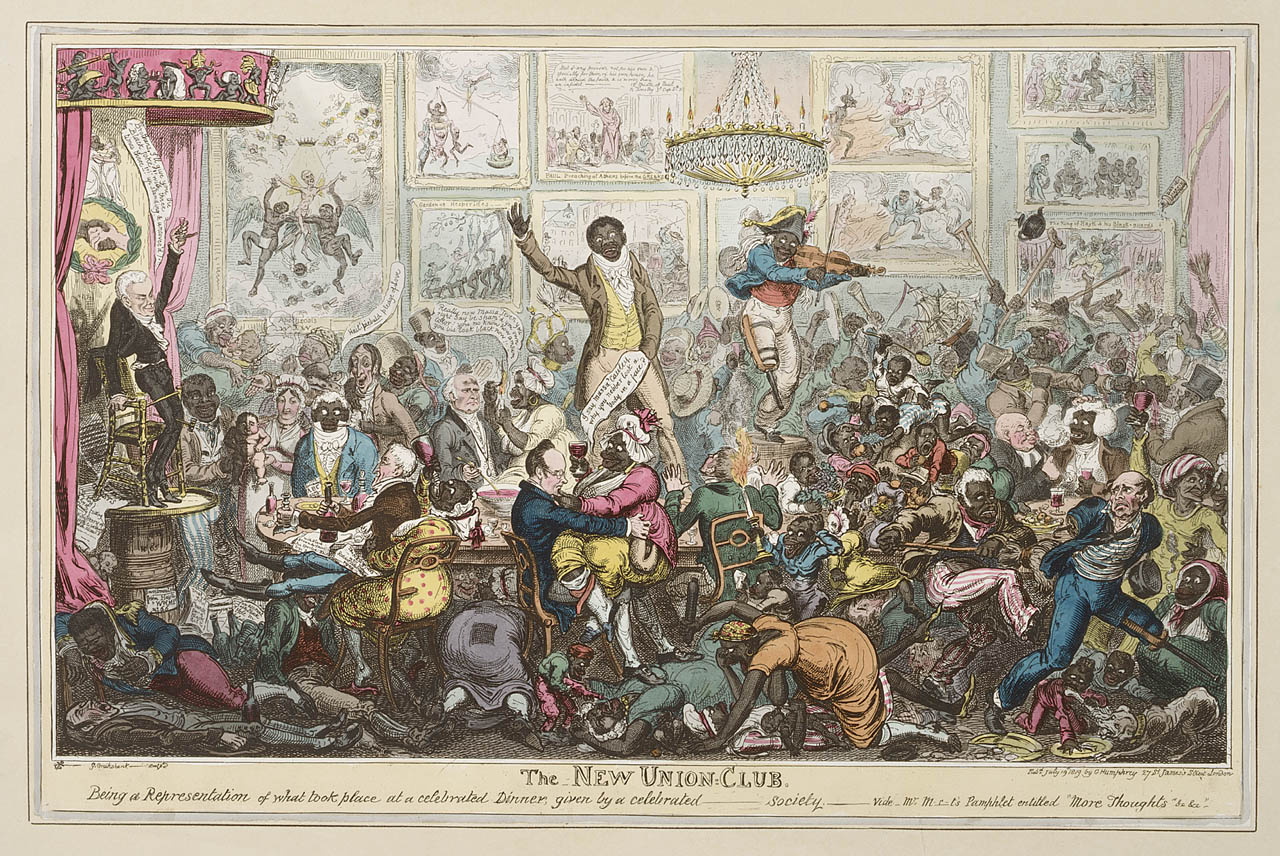
Caricature par George Cruikshank d'un dîner organisé en 1819 par des abolitionnistes, décrivant les Noirs comme ivres, agressifs et portés à la promiscuité sexuelle.

Le racisme au Royaume-Uni fait référence aux attitudes et opinions négatives sur la «race» supposée ou l'origine ethnique de groupes ou d'individus, existant de manière systémique au Royaume-Uni. Le racisme peut se traduire par la formation de stéréotypes dévalorisants, par des pratiques discriminatoires dans les domaines de l'emploi, du logement, par du harcèlement et, dans les cas plus graves, des meurtres et des persécutions. Les causes du racisme ont pu être attribuées à l'histoire impériale de la Grande-Bretagne qui a fait intervenir, dès le XVIIe siècle, une violence spécifiquement dirigée contre les peuples colonisés ; au développement du racisme scientifique entre la deuxième moitié du XIXe siècle et la première moitié du XXe siècle ; et, pour l'époque contemporaine, à l'essor du nationalisme britannique.
L'article traite uniquement du racisme en métropole, non du racisme dans les colonies.

## Histoire

### Asiatiques du Sud

#### Inde britannique
Aux XVIIIe et XIXe siècles plusieurs historiens britanniques comme James Mill (1773-1836) et Charles Grant (1746-1823) composent des livres influents qui décrivent les Indiens comme trompeurs, menteurs, malhonnêtes, dépravés et incapables de se gouverner eux-mêmes : c'est le cas notamment de L'Histoire de l'Inde britannique, 1817, (The History of British India (en)) de James Mill, et de Observations sur l'état de la société parmi les sujets asiatiques de Grande-Bretagne (...) et sur les moyens de l'améliorer, 1792 de Charles Grant. Grant critique les orientalistes pour leur trop grand respect envers la culture et la religion indiennes. Son travail tente de déterminer la « véritable place des hindous dans l'échelle morale » ; il affirme que les hindous forment « un peuple extrêmement dépravé ».
L'indophobie, ou sentiment anti-indien, est devenue la norme dans la Grande-Bretagne du début du XIXe siècle ; elle est stimulée par le développement de l'évangélisme et de l'utilitarisme. Charles Grant, dans une perspective évangéliste, appelle à la conversion en masse des hindous au christianisme ; James Mill, utilitariste, présente l’Inde «comme une tabula rasa, qu’il faudrait ensemencer par la raison, ou des politiques de réforme sociale rationnelles». Les historiens soulignent le fait que dans l'Empire britannique, « l'influence évangélique a poussé la politique britannique sur une voie qui tendait à minimiser et à dénigrer les réalisations de la civilisation indienne et à se positionner comme la négation de l'indomanie britannique antérieure, nourrie par la croyance en la sagesse indienne ».
Lord Thomas Babington Macaulay, siégeant au Conseil de l'Inde entre 1834 et 1838, contribue de manière déterminante à jeter les assises de l'Inde coloniale bilingue. Il convainc le gouverneur général d'adopter l'anglais comme langue d'enseignement dans l'enseignement supérieur à partir de la sixième année de scolarité, plutôt que le sanskrit ou le persan. Il affirme : « Je n'ai jamais trouvé un orientaliste qui puisse nier qu'une seule étagère d'une bonne bibliothèque européenne vaille toute la littérature indigène de l'Inde et de l'Arabie ». Il écrit que les ouvrages arabes et sanskrits sur la médecine contiennent « des doctrines médicales qui déshonoreraient un maréchal-ferrant anglais – une astronomie, qui feraient rire les filles d'un pensionnat anglais – une histoire, regorgeant de rois de trente pieds de haut dont les règnes durent trente mille ans – et une géographie composée de mers de mélasse et de mers de beurre".

#### Paki-bashing
À partir de la fin des années 1960 et avec un pic dans les années 1970 et 1980, des gangs violents opposés à l'immigration ont pris part à de fréquentes attaques connues sous le nom de « Paki-bashing », qui ciblaient et agressaient des Pakistanais et d'autres Sud-Asiatiques. Le « Paki-bashing » a été déclenché après le discours incendiaire Rivers of Blood d'Enoch Powell en 1968, bien qu'il y ait « peu d'accord sur la mesure dans laquelle Powell était responsable des attaques raciales ». Powell a décliné toute responsabilité dans ces violences, et de se dédire de ses opinions, lorsqu'il a été interrogé par David Frost en 1969.
Ces attaques ont culminé dans les années 1970  –  1980, principalement liées aux mouvements d'extrême droite fascistes, racistes et anti-immigrés, notamment les skinheads du pouvoir blanc, le Front national et le Parti national britannique (BNP). Ces attaques étaient généralement qualifiées de « Paki-bashing » ou de « terreur skinhead », les attaquants étant généralement appelés « Paki-bashers » ou « skinheads ». Le « Paki-bashing » aurait été alimenté par la rhétorique perçue comme anti-immigrés et anti-pakistanaise de la part des médias britanniques de l'époque. Il est également suggéré que cette situation a été alimentée par des défaillances systémiques perçues des autorités de l'État, qui incluraient une sous-déclaration des attaques racistes, la conviction de certaines communautés que le système de justice pénale ne prenait pas les attaques racistes au sérieux, un harcèlement policier raciste et des violences policières racistes perçues comme telles.

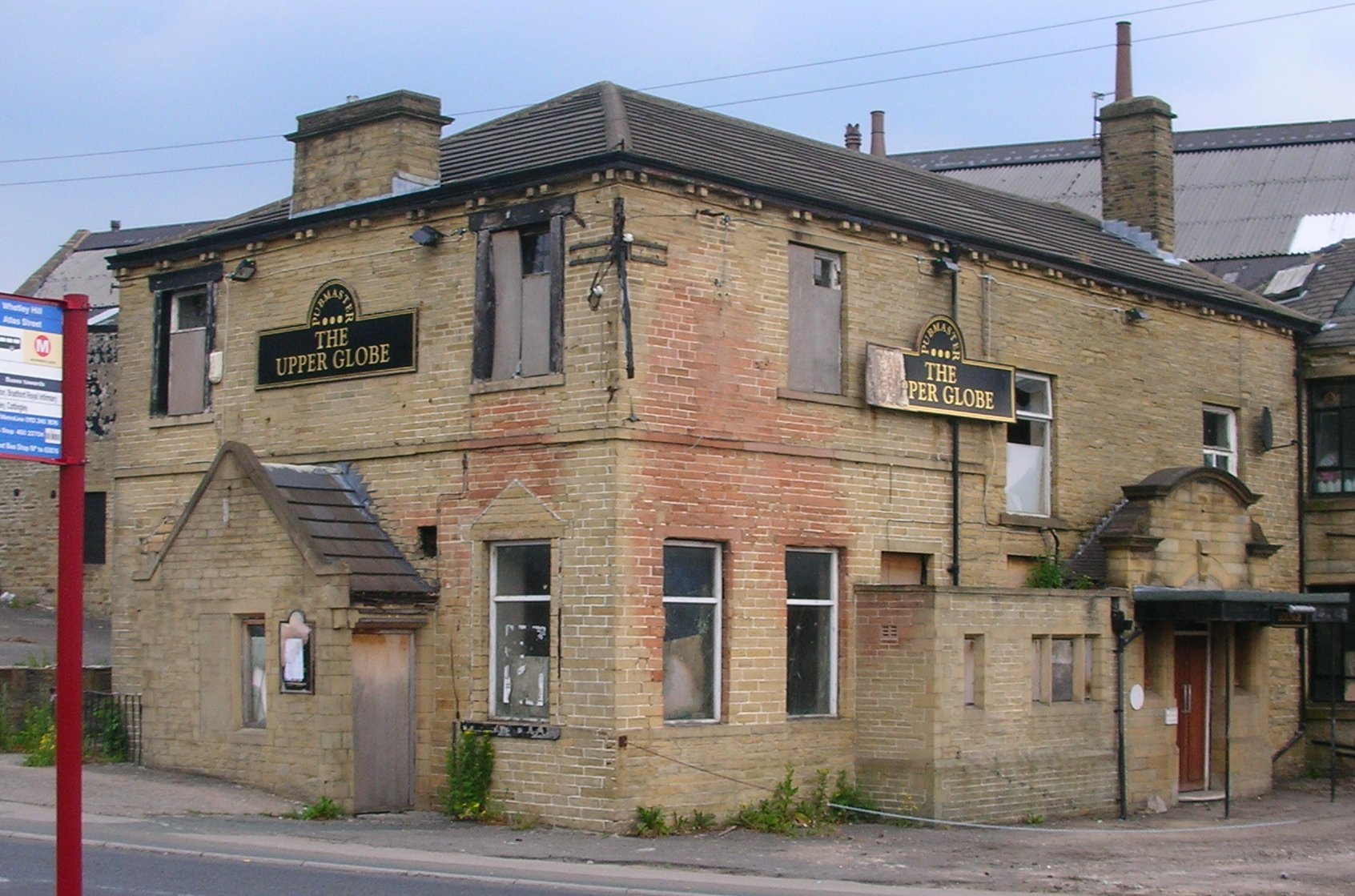
Pub endommagé lors des émeutes de Bradford en 2001 entre les secteurs blanc et pakistanais

Le paki-bashing a évolué par la suite en un "muslim-bashing", des agressions qui ciblent les musulmans britanniques, selon des spécialistes,.

#### Affaire Mahesh Upadhyaya
En 1968, Mahesh Upadhyaya, ingénieur indien en quête d'un logement, a été la première personne au Royaume-Uni à soulever une affaire de discrimination raciale en vertu du Race Relations Act de 1968. Ayant répondu à une annonce pour une maison à Huddersfield, il a été informé par le PDG de l'entreprise qu'ils ne "vendaient pas à des personnes de couleur",. Mahesh Upadhyaya a porté plainte auprès du Race Relations Board le même jour (13 décembre 1968) et engagé une poursuite contre l'entreprise en juin 1969, la première du genre dans le pays,. En septembre, le juge chargé de l'affaire a statué que l'entreprise s'était livrée à une discrimination illégale en vertu de la loi sur les relations raciales, mais le jugement a été rejeté en raison d'un point technique.
La xénophobie dans la Grande-Bretagne moderne est également liée à l’islamophobie et à l’hindouphobie, ainsi qu’à la multiplication des crimes haineux contre les membres de ces groupes minoritaires. Cette tendance est alimentée par des groupes tels que l’English Defence League (EDL) qui ciblent les minorités ethniques des pays où l’islam est la religion principale. Ceci est directement lié aux notions racistes qui se sont perpétuées tout au long de l’histoire britannique. La haine actuelle contre ces groupes peut être analysée comme reflétant les attitudes des années 1960 de politiciens tels qu’Enoch Powell et sont encore présentes aujourd'hui dans les débats et les discussions.
Le racisme contre les Asiatiques britanniques est le fait des Britanniques blancs de longue date, mais également d'autres populations immigrées venues au Royaume-Uni,.

### Noirs

#### En métropole
Des milliers de familles britanniques étaient propriétaires d’esclaves aux XVIIe et XVIIIe siècles. Au milieu du XVIIIe siècle, Londres comptait la plus grande population noire de Grande-Bretagne, composée de personnes libres et esclaves, ainsi que de nombreux esclaves évadés. Le nombre total pourrait être d'environ 10 000. Certaines de ces personnes ont été contraintes à la mendicité en raison du manque d’emploi et de la discrimination raciale,. Les propriétaires d'esclaves africains en Angleterre faisaient de la publicité pour les ventes d'esclaves et pour la chasse aux esclaves en fuite.

#### Après l'abolition de l'esclavage
La discrimination fondée sur la race a été alimentée dès la deuxième moitié du XIXe siècle par les théories alors populaires du racisme scientifique. Les tentatives pour soutenir ces théories citent des « preuves scientifiques », telles que le volume du cerveau. James Hunt (en), président de la London Anthropological Society, écrivait par exemple en 1863 dans un article « Sur la place du Noir dans la nature » : « Le Noir est intellectuellement inférieur à l'Européen... [et] ne peut être humanisé et civilisé que par les Européens ».

#### AffaireConstantine contre Imperial Hotels Ltd(1944)
La ségrégation raciale était pratiquée dans une grande partie du pays au début du XXe siècle. 
L'affaire historique Constantine contre Imperial Hotels Ltd (1944) a marqué une étape importante dans le processus qui a permis de promulguer une loi anti-discrimination moderne et, selon Peter Mason, elle « a été l'une des étapes clés sur la route menant à la promulgation de la Loi sur les relations de 1965.". Le joueur de cricket trinidadien populaire Learie Constantine a obtenu des dommages et intérêts devant la Haute Cour après avoir été refoulé de l'hôtel Imperial de Russell Square, à Londres, en 1943. Le propriétaire pensait que sa présence offenserait les militaires américains blancs séjournant à l'hôtel, car les forces armées américaines étaient toujours soumises à une ségrégation raciale. L'opinion publique et politique était en faveur de Constantine dans cette affaire. Au Parlement, Paul Emrys-Evans, alors sous-secrétaire d'État aux Affaires fédérales, a déclaré que le gouvernement « condamne avec la plus grande fermeté toute forme de discrimination raciale contre les peuples coloniaux dans ce pays ». Bien que la discrimination raciale ait continué en Angleterre, cette affaire a été la première à contester de telles pratiques devant les tribunaux. Les critiques y voient une étape importante dans l'égalité raciale britannique en démontrant que les Noirs disposaient désormais de recours légaux contre certaines formes de racisme.
Des émeutes ont visé les populations immigrées et minoritaires dans l'Est de Londres et à Notting Hill dans les années 1950, conduisant à la création du carnaval de Notting Hill.

#### Immigrés des Caraïbes
Les immigrants noirs arrivés en Grande-Bretagne en provenance des Caraïbes dans les années 1950, appelés Windrush generation (en), ont été confrontés au racisme. Pour de nombre d'entre eux, la première expérience de discrimination s’est produite lorsqu’ils essayaient de trouver un logement privé. Ils n'étaient généralement pas éligibles au logement social, car seules l'étaient les personnes résidant au Royaume-Uni depuis au moins cinq ans. À l’époque, il n’existait aucune législation anti-discrimination pour empêcher les propriétaires de refuser d’accepter des locataires noirs. Une enquête entreprise à Birmingham en 1956 a révélé que seuls 15 des 1 000 Blancs interrogés loueraient une chambre à un locataire noir. En conséquence, de nombreux immigrants noirs ont été contraints de vivre dans des bidonvilles, où les logements étaient de mauvaise qualité et où il y avait des problèmes de criminalité, de violence et de prostitution,. L'un des propriétaires de bidonvilles les plus connus, Peter Rachman, possédait une centaine de propriétés dans le quartier de Notting Hill à Londres. Les locataires noirs payaient parfois le double du loyer des locataires blancs et vivaient dans des conditions de surpopulation extrême.
L'historien Winston James soutient que l'expérience du racisme en Grande-Bretagne a été un facteur majeur dans le développement d'une identité caribéenne partagée parmi les immigrants noirs issus de diverses origines insulaires et de classes sociales différentes.

#### Années 1970 et 1980

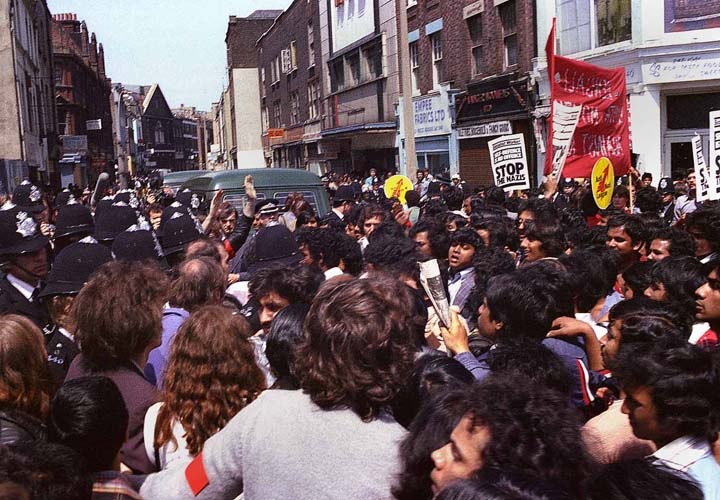
Manifestation en juin 1978 contre le Front national et d'autres racistes actifs dans le quartier de Brick Lane, après l'assassinat par des racistes d'Altab Ali, un jeune Bangladais, en mai 1978.

Dans les années 1970 et 1980, les Noirs et les Sud-Asiatiques de Grande-Bretagne ont été victimes de violences racistes perpétrées par des groupes d'extrême droite tels que le Front national. Au cours de cette période, il était également courant que des footballeurs noirs soient victimes de chants racistes de la part des spectateurs,.
Au début des années 1980, le racisme sociétal, la discrimination et la pauvreté – ainsi que des perceptions d’oppression policière – ont déclenché une série d’émeutes dans des zones à forte population afro-antillaise, à St Pauls en 1980, à Brixton, Toxteth et Moss Side en 1981, à St Pauls de nouveau en 1982, à Notting Hill Gate en 1982, à Toxteth en 1982 et à Handsworth, Brixton et Tottenham en 1985.

#### XXIesiècle
Certains spécialistes considèrent que le racisme en Grande-Bretagne en général, y compris contre les Noirs et les Sud-Asiatiques, a diminué au fil du temps. Robert Ford, professeur de politique à Manchester, démontre que la distance sociale, mesurée à l'aide de questions de l'enquête britannique sur les attitudes sociales visant à déterminer si les gens seraient opposés au fait d'avoir un patron appartenant à une minorité ethnique ou au mariage d'un proche parent avec un conjoint appartenant à une minorité ethnique, a diminué au cours de la période 1983-1996. Ces baisses ont été observées pour les attitudes envers les minorités ethniques noires et asiatiques. Une grande partie de ce changement d’attitude s’est produite dans les années 1990. Dans les années 1980, l’opposition au mariage interethnique demeurait importante,.
Néanmoins, Robert Ford affirme en 2008 que « le racisme et la discrimination raciale font toujours partie de la vie quotidienne des minorités ethniques britanniques. Les Britanniques noirs et asiatiques sont moins susceptibles d'être employés et sont plus susceptibles d'occuper des emplois de niveau inférieur, de vivre dans des logements d'un standing inférieur, et d'avoir un état de santé dégradé » en comparaison des Britanniques blancs.
Le projet Minorities at Risk (MAR) de l'université du Maryland a noté en 2006 que même si les Afro-Caribéens du Royaume-Uni ne sont plus confrontés à une discrimination formelle, ils continuent d'être sous-représentés en politique et de se heurter à des obstacles discriminatoires dans l'accès au logement, et dans le domaine de l'emploi. Le projet note également que le système scolaire britannique « a été inculpé à de nombreuses reprises pour racisme, pour atteinte à la confiance en soi des enfants noirs et pour dénigrement de la culture de leurs parents ». Le profil du MAR note « une violence croissante « noir contre noir » entre les habitants des Caraïbes et les immigrants d'Afrique ».
Un rapport publié par l'University and College Union en 2019 a révélé que seulement 0,1 % des professeurs actifs au Royaume-Uni sont des femmes noires, contre 68 % d'hommes blancs, et a révélé que les professeures noires avaient été victimes d'abus discriminatoires et d'exclusion tout au long de leur carrière.
Cependant, une enquête européenne de 2019, « Être noir dans l'UE », a classé le Royaume-Uni comme le pays le moins raciste à l'égard des Noirs parmi les 12 pays d'Europe occidentale étudiés.
En juin 2020, des manifestations ont eu lieu partout au Royaume-Uni, comme dans de nombreux pays du monde, à la suite du meurtre de George Floyd par la police aux États-Unis,,,. Ces manifestations se sont accompagnées d'actions contre les monuments commémoratifs dédiés aux personnes soupçonnées d'être impliquées dans la traite négrière ou dans d'autres actes de racisme historique ; il y a eu notamment des manifestations, des pétitions et du vandalisme contre les monuments commémoratifs,.
À la suite de ces manifestations, le gouvernement britannique a organisé une commission sur les disparités raciales et ethniques entre le 26 octobre et le 30 novembre 2020.

### Juifs
Les juifs ont été victimes de discrimination dès leur arrivée en Angleterre à la suite de la conquête normande en 1066. Les Juifs vivant en Angleterre sous le règne du roi Étienne ont été victimes de discrimination religieuse et on pense que l'accusation de meurtre rituel provenait d'Angleterre, elle a conduit à des massacres et à une discrimination croissante. Un exemple des débuts de l'antisémitisme anglais est le pogrom de York à la tour Clifford en 1190, qui a abouti à ce qu'environ 150 Juifs se suicident ou soient brûlés vifs dans la tour. Les premières preuves enregistrées d'antisémitisme se trouvent dans les registres fiscaux royaux de 1233. La présence juive en Angleterre s'est poursuivie jusqu'à l'édit d'expulsion du roi Édouard Ier en 1290.

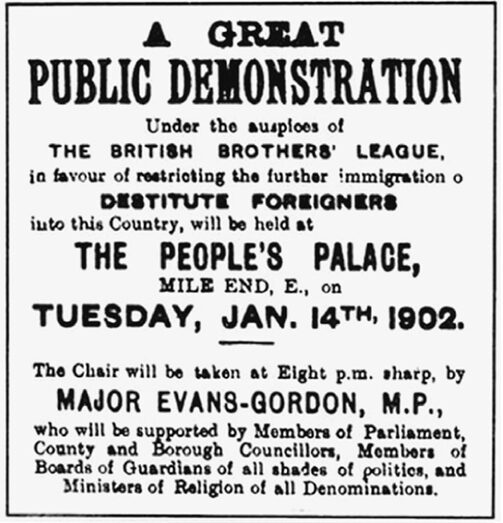
Rassemblement de 1902 à Londres en Angleterre contre les étrangers démunis

À la fin du XIXe et au début du XXe siècle, le nombre de juifs en Grande-Bretagne a considérablement augmenté en raison de l'exode des juifs de Russie, qui a entraîné la formation d'une importante communauté juive dans l'East End de Londres. Le sentiment populaire contre l'immigration a été utilisé par l'Union britannique des fascistes (British Union of Fascists) pour inciter à la haine contre les juifs, ce qui a conduit à la bataille de Cable Street en 1936, au cours de laquelle les fascistes ont été repoussés par des juifs, des dockers irlandais, des communistes  et des antifascistes qui ont dressé des barricades.
En 1905, le Royaume-Uni restreint l'immigration en vertu de la loi sur les étrangers. Bien que cette loi ne mentionne pas spécifiquement les juifs, « il était clair pour la plupart des observateurs » que la loi visait principalement les juifs fuyant les persécutions en Europe de l'Est. Winston Churchill, alors député libéral, a déclaré que la loi faisait appel aux « préjugés insulaires contre les étrangers, aux préjugés raciaux contre les juifs et aux préjugés du travail contre la concurrence ».
Au lendemain de la Shoah, la haine raciale non dissimulée à l’égard des juifs est devenue inacceptable dans la société britannique. Cependant, les explosions d'antisémitisme émanant de groupes d'extrême droite se sont poursuivies, conduisant à l'opposition du groupe 43, formé d'anciens militaires juifs, qui a dispersé les réunions fascistes (entre 1946 et 1948),. L'antisémitisme d'extrême droite était principalement motivé par la haine raciale, et non plus par des accusations théologiques chrétiennes de déicide.
À la suite d'une escalade de la violence entre Israël et Gaza lors la crise israélo-palestinienne en 2021, le nombre d’incidents antisémites à Londres a augmenté de 500 %.

### Musulmans
Burak Erdenir prend appui en 2010 sur des études selon lesquelles, dans un contexte européen où la religion a cessé d'être la préoccupation première, les attitudes anti-musulmanes ne sont pas déterminées généralement par l'hostilité religieuse. Ainsi une analyse des discours sur l'islam dans la presse britannique (celle de J.E. Richardson, (Mis)Representing Islam: The Racism and Rhetoric of British Broadsheet Newspapers, 2004) montre que ces discours ne s'attaquent jamais à « l'islam en tant que foi ». Le dépouillement d'enquêtes d'opinion indique que les sondés exprimant des opinions anti-musulmanes au Royaume-Uni invoquent en priorité un supposé manque d'intégration des musulmans, plutôt que des arguments liés à la religion. Burak Erdenir insiste sur la nécessité de distinguer l'islamophobie, peur irrationnelle qui exagère la menace, et la critique argumentée de l'islam, ou la dénonciation de violations de droits humains au nom de l'islam.
Dans une étude centrée sur « la racialisation des musulmans convertis » en Grande-Bretagne (2014), Leon Moosavi souligne le fait que les Britanniques blancs convertis à l'islam font l'expérience de la racialisation : ils sont considérés comme « pas vraiment blancs », voire comme « non blancs », en raison de représentations dominantes qui font de l'islam une religion « non blanche ». Ce chercheur note que l'islamophobie est parfois difficilement décelable parce qu'elle s'exprime de manière indirecte.
Selon une étude menée en 2022 par Stephen H. Jones, l'islamophobie au Royaume-Uni peut prendre plusieurs formes, celle de la haine raciale, de la haine religieuse, ou des deux combinées. Les hommes sondés expriment plus que les femmes des opinions hostiles aux musulmans ; les partisans du Parti conservateur, et les personnes âgées sont également plus enclines que d'autres à se prononcer contre les musulmans. Les membres de la classe ouvrière seraient, comparés aux membres de la classe moyenne, plus opposés aux musulmans en tant qu'immigrés, et à leur présence au Royaume-Uni, tandis que les membres des classes moyennes auraient davantage d'opinions négatives concernant la religion musulmane.
L'islamophobie au Royaume-Uni, « nouveau racisme » selon Tahir Abbas, spécialiste en matière radicalisation, s'enracinerait dans le colonialisme. Au XXIe siècle, le discours anti-musulman met en avant l'extrémisme religieux et le terrorisme pour suggérer que « les musulmans en masse sont en quelque sorte contraires aux normes et aux valeurs de toute la société » ; il s'accompagne d'une banalisation des discours d'extrême droite au Royaume-Uni, prend appui sur les médias ; le dénigrement normalisé des musulmans favorise les passages à l'acte agressifs à l'égard des musulmans. 

### Tsiganes
Les Britanniques, qu'ils soient ou non Tsiganes, utilisent les noms de « Romany » et « Gyspsy » pour parler des Tsiganes. 
Les textes des ères élisabéthaine et jacobéenne (XVIe – XVIIe siècles) véhiculent des stéréotypes de tromperie concernant les Tsiganes - stéréotypes qui persistent au XXIe siècle - en situant cette communauté à la limite de la criminalité. Les lois de 1531, 1554 et 1563  rendent passible de mort l'entrée de Tsiganes dans le Royaume. Cette criminalisation coexiste toutefois avec une certaine tolérance en pratique.
Au XVIIe siècle a lieu une première vague de déportation de Tsiganes d'Angleterre et d'Écosse vers l'Amérique sur ordre d'Oliver Cromwell ; ils sont réduits en esclavage et vendus dans les colonies britanniques, en Virginie, à la Barbade, en Jamaïque,.
La fin du XIXe siècle voit la naissance du racisme biologique. Le Gypsylorism attribue le comportement et la mentalité supposés des Tsiganes à leurs origines indiennes et les présente comme «biologiquement déterminés par la « race » romani». 
David Mayall et Brian Belton, auteurs en 2004 de Gypsy Identities 1500-2000, voient dans de nombreuses descriptions savantes des Tsiganes au-delà des années 1950 la persistance d'«un racisme biologique et d'un essentialisme latents». Ils pointent par exemple des travaux dans les années 1990 d'Angus Fraser (auteur de The Gypsies, Oxford, Wiley Blackwell, 199) qui, tout en rejetant explicitement l'approche raciale, offre dans son ouvrage «une vision quelque peu racialisante et homogénéisante des Tsiganes, comme si leur origine commune supposée les rassemblait toujours, mille ans après, en dépit de leur dispersion géographique et de leur diversité culturelle». 
Analysant les stéréotypes ethnocentriques ou racistes au Royaume-Uni au début du XXIe siècle, Marion Biaudet souligne le caractère infondé et « auto-réalisateur » des reproches adressés aux Tsiganes : les Tsiganes sont accusés de pratiquer le campement illégal, alors que les lieux de campement légal sont rares ; ils sont présentés comme des chômeurs alors que les stéréotypes racistes qui leur sont accolés diminuent leurs chances de trouver un emploi. La chercheuse étudie le rôle de la presse dans la diffusion des représentations anti-tsiganes : les journaux britanniques accordent une place disproportionnée, selon elle, aux informations qui desservent les Tsiganes, et une place réduite aux informations susceptibles de valoriser leur image. Ces mêmes journaux, lorsqu'ils évoquent des criminels tsiganes, ne se font pas faute d'indiquer leur appartenance ethnique. Depuis 2005, le magazine The Sun, partisan des conservateurs,  prend argument de ce qu'il appelle le « laxisme » de leurs rivaux travaillistes à l’égard des campements illégaux pour tenter d'affaiblir le Parti travailliste. Il est à l'origine d'une campagne  « stamp on the camps » (« coup de poing sur les campements »), incitant les lecteurs à dénoncer les voyageurs « traités au-dessus des lois alors qu’ils ont établi des campements illégaux ».

### Chinois
Michael Wilkes du British Chinese Project a déclaré que le racisme à leur encontre n'est pas pris au sérieux autant que le racisme contre les Africains, Afro-antillais ou Sud-Asiatiques, et que de nombreuses attaques racistes contre la communauté chinoise britannique ne sont pas signalées, principalement en raison d'une méfiance généralisée à l'égard de la police.

#### Ouvriers chinois

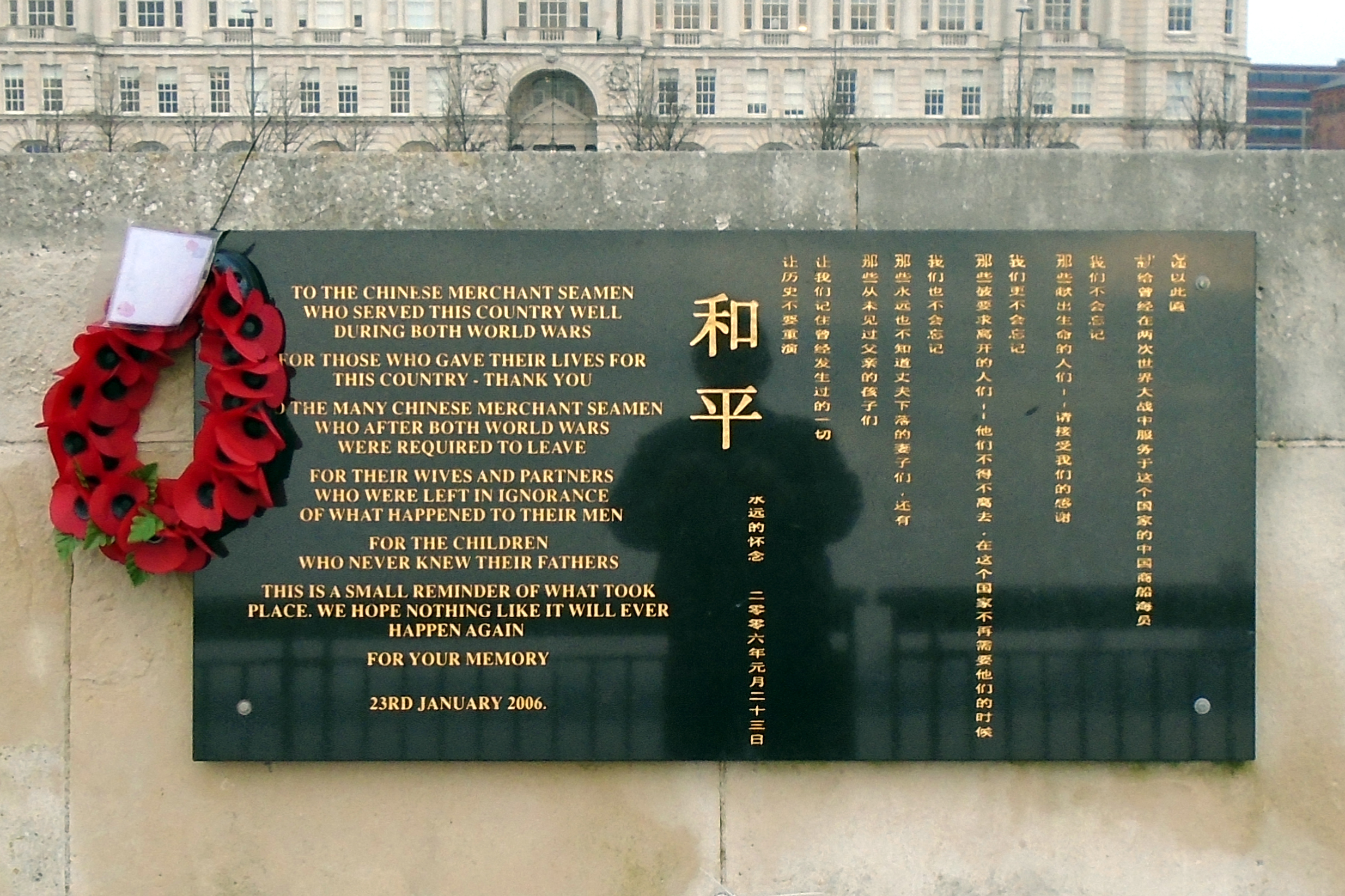
Mémorial des marins marchands chinois, Pier Head de Liverpool

À partir du milieu du XIXe siècle, les Chinois ont été considérés dans l'Empire britannique comme une source de main-d’œuvre bon marché pour les métiers du bâtiment. Quoique exploités, les travailleurs chinois ont été la cible de l'animosité des Britanniques en raison de la compétition pour les emplois. Des hostilités ont eu lieu lorsque les Chinois ont été recrutés dans la colonie britannique du Transvaal (aujourd'hui l'Afrique du Sud), elles ont abouti à 28 émeutes entre juillet 1904 et juillet 1905, et sont devenues par la suite un point de débat clé dans le cadre des élections générales de 1906 au Royaume-Uni.
Après avoir recruté des Chinois pour soutenir l'effort de guerre britanniques, le gouvernement britannique, une fois Seconde Guerre mondiale achevée, chercha à rapatrier de force des milliers de marins dans le cadre d'une politique du ministère de l'Intérieur HO 213/926 relative au « rapatriement obligatoire des marins chinois indésirables ». De nombreux marins ont laissé derrière eux des femmes et des enfants métis qu'ils ne reverraient plus jamais. Un réseau a également été créé pour les familles des marins chinois rapatriés après la Seconde Guerre mondiale.

#### XXIesiècle
La violence verbale est l’une des formes courantes de racisme vécue par les Chinois britanniques. Selon un sondage de juin 2020, 76 % des Chinois britanniques ont reçu au moins une fois des insultes racistes, et 50 % ont reçu régulièrement des insultes racistes, une fréquence nettement plus élevée que celle vécue par toute autre minorité raciale.

#### Pandémie de Covid-19
Selon Sky News, certains Chinois britanniques ont déclaré qu'ils étaient confrontés à des niveaux croissants d'abus racistes pendant la pandémie de Covid-19 (en février 2020). Les crimes haineux contre les Chinois britanniques ont été multipliés par trois entre janvier et mars 2020 par rapport aux deux années précédentes au Royaume-Uni. Selon la police métropolitaine de Londres, entre janvier et juin 2020, 457 crimes liés à la « race » ont été commis contre des Asiatiques britanniques de l'Est et du Sud-Est.
Le racisme pendant la pandémie a également eu un impact sur un certain nombre d'entreprises chinoises, en particulier dans le secteur de la restauration,ainsi qu'une augmentation des agressions violentes contre les Britanniques d'Asie de l'Est et du Sud-Est,.

### Européens de l'Est et autres minorités européennes
Au XXIe siècle, à la suite du ralentissement économique de 2008, et alors qu'au même moment arrivaient en nombre des migrants d’Europe centrale, méridionale et orientale, les attitudes racistes et xénophobes auraient augmenté en Grande-Bretagne. La xénophobie à l’égard des immigrés d’Europe centrale, méridionale et orientale en particulier s'est fortement accrue.

#### Brexit
Depuis le Brexit, on constate une augmentation notable de la xénophobie à l’égard des Européens de l’Est, notamment des Polonais, des Roumains et des Bulgares,,,. Des membres de groupes minoritaires d'origine européenne auraient signalé des abus racistes à la police, mais celle-ci n'aurait pris aucune mesure,,,,,,,,,,.

### Blancs britanniques
Kriss Donald était un garçon blanc écossais de quinze ans qui a été kidnappé, poignardé et incendié par trois hommes pakistanais à Glasgow en 2004 « parce qu'il était blanc ».
Il a été constaté que la police du Cheshire avait rejeté une recrue potentielle « bien préparée » qui avait postulé en 2017 parce qu'il s'agissait d'un homme blanc hétérosexuel. La police du Cheshire a ensuite été reconnue coupable de discrimination.
Concernant la discrimination anti-blanche au sein de la Royal Air Force, le président du comité restreint de la défense, Tobias Ellwood, a déclaré aux députés que l'ancien responsable du recrutement de l'armée avait souligné que 160 hommes blancs avaient été victimes de discrimination avant de démissionner en signe de protestation. M. Ellwood a déclaré aux députés que la priorité donnée par la RAF aux minorités ethniques et aux femmes pilotes dans le but d'améliorer la diversité pourrait avoir un impact significatif « sur les performances opérationnelles de la RAF ».

### Entre groupes minoritaires
Les émeutes de Bradford et d’ Oldham ont eu lieu en 2001, à la suite de cas de racisme. Il s'agissait soit de manifestations publiques de sentiments racistes, soit, comme lors des émeutes de Brixton, de profilage racial et de harcèlements présumés de la part des forces de police. En 2005, il y a eu les émeutes de Birmingham, résultant de tensions ethniques entre les communautés britanniques d'origine africaine et caribéenne d'une part et les communautés asiatiques britanniques d'autre part, l'étincelle de l'émeute étant une rumeur infondée d'un viol collectif d'une adolescente noire qui aurait été commis par un groupe d'hommes sud-asiatiques.

### En Écosse
De 2004 à 2012, le taux d'incidents racistes a été d'environ 5 000 incidents par an. En 2011-2012, 5 389 incidents racistes ont été enregistrés par la police, soit une augmentation de 10 % par rapport aux 4 911 incidents racistes enregistrés en 2010-2011.

### En Irlande du Nord
Le sectarisme entre protestants britanniques et catholiques irlandais en Irlande du Nord a été qualifié de forme de racisme par certains organismes internationaux. Il a entraîné une discrimination généralisée, une ségrégation et de graves violences, en particulier lors de la partition (1919-1921) et du conflit nord-irlandais (années 1960 à 2000).
L'Irlande du Nord a connu en 2004 le plus grand nombre d'incidents racistes par personne au Royaume-Uni et a été qualifiée de « capitale européenne de la haine raciale ». Les étrangers sont trois fois plus susceptibles d’être victimes d’un incident raciste en Irlande du Nord qu’ailleurs au Royaume-Uni.
Selon la police, la plupart des incidents racistes se produisent dans les zones loyalistes protestantes. Les membres de groupes paramilitaires loyalistes ont orchestré une série d'attaques racistes visant à « nettoyer ethniquement » ces zones. Il y a eu par exemple des attaques à la bombe artisanale, au cocktail Molotov et à l'arme à feu contre les maisons d'immigrés et de personnes de différentes origines ethniques. Des bandes masquées ont saccagé les maisons des immigrés et agressé les résidents. En 2009, plus de 100 Roms ont été contraints de fuir leur domicile à Belfast à la suite d'attaques répétées perpétrées par une foule qui aurait menacé de les tuer. La police a enregistré plus de 1 100 incidents racistes en 2013/14, mais elle estime que la plupart des incidents ne lui sont pas signalés.

### Au Pays de Galles
Une émeute raciale anti-irlandaise a eu lieu en 1848 dans la banlieue de Cardiff, en grande partie immigrée irlandaise, à Newtown.
Au moment de la Première Guerre mondiale, le quartier des docks de Cardiff comptait la plus grande population noire et asiatique en dehors de Londres. En juin 1919, des émeutes eurent lieu à Newport, Cardiff et Barry, au cours desquelles des non-Blancs furent attaqués et leurs biens détruits. Les événements n’ont été reconnus ou enregistrés que dans les années 1980.

## Racisme institutionnel à l'époque contemporaine

### Police
Diverses forces de police au Royaume-Uni (telles que la police du Grand Manchester, la police métropolitaine de Londres, la police du Sussex et les services de police du Yorkshire de l'Ouest) ont été accusées de racisme institutionnalisé tout au long de la fin du XXe et au début du XXIe siècle, par le chef de la police du Greater Manchester Police en 1998 (David Wilmot) ; par le documentaire The Secret Policeman (en) de la BBC cinq ans plus tard (qui a conduit à la démission de six officiers) ; par Bernard Hogan-Howe, commissaire de la police métropolitaine.
L'Association nationale de la police noire, qui n'autorise que les officiers africains, afro-caribéens et asiatiques comme membres à part entière, a été critiquée comme une organisation raciste par certains en raison de ses critères d'adhésion sélectifs basés sur l'origine ethnique,.
Cependant, si l'on examine dix ans de données jusqu'en 2018 sur les décès en détention par origine ethnique par rapport au nombre d'arrestations effectuées, une personne blanche qui avait été arrêtée avait environ 25 % plus de risques de mourir en détention qu'une personne noire qui avait été arrêtée. Néanmoins, le même rapport du FIPOL a également révélé que sur les 164 personnes décédées pendant ou après une garde à vue en Angleterre et au Pays de Galles, 13 étaient noires, un nombre globalement disproportionné par rapport aux ~ 3 % de la population anglaise et galloise qui s'est identifiée comme étant noire lors du recensement de 2011. Si l’on tient compte de ces chiffres, les Noirs ont 2 fois plus de risques que les Blancs de mourir en garde à vue.

### Prison
Les gardiens de prison sont presque deux fois plus susceptibles d'être signalés pour racisme que les détenus au Royaume-Uni, les incidents racistes entre gardiens de prison eux-mêmes étant presque aussi fréquents qu'entre gardiens et prisonniers. L’environnement a été décrit comme un terrain fertile pour l’extrémisme raciste.

### Système de justice pénale
La Lammy Review (en) a décrit le traitement réservé aux personnes noires, asiatiques et appartenant à des minorités ethniques dans le système de police et de justice pénale et a révélé d'importants préjugés raciaux dans le système judiciaire britannique.
Il a été démontré que des taux plus faibles de plaidoyers de culpabilité ont conduit des adolescents et des jeunes hommes noirs et asiatiques à être envoyés en prison à des taux plus élevés que leurs homologues blancs, et donc plus susceptibles d'être condamnés à de longues peines pour homicide et autres crimes. David Lammy a déclaré : « Une partie des différences dans les peines est le résultat d'un « déficit de confiance » de la part de nombreux accusés Black, Asian and Minority Ethnic (appartenant à des minorités ethniques) qui ne croient tout simplement pas que le système judiciaire leur infligera un traitement moins punitif s'ils plaident coupables. Il est essentiel que toutes les parties du système de justice pénale travaillent pour remédier à ces écarts, afin que le même crime entraîne la même peine, quelle que soit l'origine ethnique".

### Soins de santé
Un domaine où le racisme est omniprésent est celui des soins de santé et des systèmes et infrastructures liés à la santé. Il existe des preuves accablantes de racisme au sein du Service national de santé, des organismes de réglementation des professionnels de la santé et des soins infirmiers, ainsi que dans le secteur de la santé et des services sociaux. Les personnes classées comme noires et les autres minorités sont les plus gravement touchées. Par conséquent, elles sont les plus susceptibles de subir des conséquences qui criminalisent, rétrogradent, sous-emploient, sous-promotionnent, durement ou infligent gravement des conséquences aux individus, aux familles et aux communautés,.

## Causes du racisme contemporain

### Héritage colonial
Les historiens qui s'intéressent au racisme voient dans l'histoire impériale de la Grande-Bretagne l'origine d'un racisme persistant aux XXe et XXIe siècles, explique David Edgerton en 2020. Il en va ainsi en 2022 de Catherine Elkins qui met en évidence les atrocités commises par le gouvernement colonial (travaux forcés, tortures, camps de concentration pendant la guerre des Boers etc.), et qui analyse « l'impérialisme libéral » fondé sur l'invocation d'une mission civilisatrice des Blancs, dans un ouvrage intitulé Legacy of Violence: A History of the British Empire. Catherine Elkins souligne également le rôle du racisme scientifique venu dès la fin du XIXe siècle en renfort de l'impérialisme libéral, qu'il contribue à légitimer. Le racisme scientifique mobilise la théorie évolutionniste darwinienne pour affirmer la supériorité des « races » blanches sur les autres « races ». Catherine Elkins s'oppose à un grand nombre de spécialistes de l'Empire britannique, enclins à valoriser le legs de l'Empire et à considérer que, malgré les violences et l'exploitation, les 900 millions de sujets non britanniques ont plutôt bénéficié de cette domination impériale.

### Nationalisme
Selon David Edgertone, l'histoire de l'Empire ne suffit pas à rendre compte du racisme de l'époque actuelle. Le racisme d’Oswald Mosley et d’Enoch Powell, écrit-il, bien qu'il soit enraciné dans le passé, est « un racisme post-impérialiste », et nationaliste. Ainsi alors que dans la logique de l'Empire, les habitants des Caraïbes britanniques pouvaient obtenir la citoyenneté britannique, ce droit a été refusé par les nationalistes britanniques. David Edgestone souligne le fait que le vote en faveur du Brexit n'était pas motivé par une mentalité impérialiste - ce qui aurait supposé un droit illimité à l'immigration pour les habitants des anciennes colonies -, mais par une « nostalgie d’une Grande-Bretagne nationale ».

## Mesures politiques auxXXeetXXIesiècles
La loi sur les relations raciales de 1965 a interdit la discrimination publique et a créé le Conseil des relations raciales . D'autres lois de 1968 et 1976 ont interdit la discrimination dans les domaines de l'emploi, du logement et des services sociaux ; le Conseil des relations raciales a été remplacé par une Commission pour l'égalité raciale qui a fusionné en 2004 avec la Commission pour l'égalité et les droits de l'homme. La loi Human Rights Act de 1998 a soumis les organisations du Royaume-Uni, y compris les autorités publiques, à la Convention européenne des droits de l'homme. La loi modifiant la loi de 2000 sur les relations raciales étend la législation existante relative au secteur public, aux forces de police, et oblige les autorités publiques à promouvoir l'égalité.
Les sondages des années 1960 et 1970 ont montré que les préjugés raciaux étaient alors répandus au sein de la population britannique. Un sondage Gallup, par exemple, a montré que 75 % de la population était favorable aux opinions d'Enoch Powell exprimées dans son discours sur les Rivières de Sang. Un sondage NOP a montré qu'environ 75 % de la population britannique était d'accord avec la demande de Powell d'arrêter complètement l'immigration des non-Blancs, et environ 60 % d'accord avec son appel incendiaire au rapatriement des non-blancs résidant déjà en Grande-Bretagne.
Un rapport de 1981 identifie à la fois une « discrimination raciale » et un « désavantage racial extrême » au Royaume-Uni, concluant qu'une action urgente est nécessaire pour éviter que ces problèmes ne deviennent une « maladie endémique et inexprimable menaçant la survie même de notre société ». Le comité de la Campagne conjointe contre le racisme rapporte qu'il y a eu plus de 20 000 attaques contre des Britanniques de couleur, y compris des Britanniques d'origine sud-asiatique, en 1985.

## Voir également
- Extrême droite au Royaume-Uni
- Paki-bashing
- Nationalisme britannique
- Nationalisme anglais
- British Black Panthers
- Antitziganisme
- Racisme systémique